# Eressa finitima
Eressa finitima là một loài bướm đêm thuộc phân họ Arctiinae, họ Erebidae.